# A cena dai tuoi
A cena dai tuoi è un singolo del rapper italiano Emis Killa, pubblicato il 2 dicembre 2013 come secondo estratto dal secondo album in studio Mercurio.
Il singolo ha visto la partecipazione vocale del rapper italiano J-Ax.

## Video musicale
Il videoclip, pubblicato il 9 dicembre 2013, mostra una normale cena di natale in famiglia. Durante la cena arriva un amico del rapper (interpretato da J-Ax), che si aggiunge al tavolo. La cena viene servita da Jake La Furia dei Club Dogo, che fa il cameriere. Durante la cena succede un po' di tutto. Il dolce viene servito dallo chef Carlo Cracco.

## Classifiche
| Classifica (2013) | Posizione massima |
| ----------------- | ----------------- |
| Italia            | 73                |